# Blue Cheer
Blue Сheer (МФА: [ˈbluː ˈtʃɪr]) — американская рок-группа, образовавшаяся в 1966 году в Сан-Франциско и названная «в честь» разновидности ЛСД (в свою очередь, это уличное название наркотика было заимствовано у марки стирального порошка «Голубой привет» компании Procter & Gamble). Blue Cheer стали одной из ведущих групп калифорнийской психоделической сцены, но отличались от других представителей своего направления утяжелённым звучанием и радикальными экспериментами со звуком, вследствие чего были впоследствии причислены к числу пионеров эйсид-рока, хеви-метала, дум-метала, стоунер-рока и гранжа. Джим Моррисон из The Doors назвал Blue Cheer «самой мощной группой, которую он когда-либо видел».

## История группы
Первый состав Blue Cheer образовали в 1966 году басист Дики Питерсон (англ. Dickie Peterson), гитарист Ли Стивенс (англ. Leigh Stephens) и инициатор коллектива Эрик Олбронда (англ. Eric Albronda) на ударных (позднее он оставит это место и станет продюсером/сопродюсером группы). Затем группа разрослась до шести человек, в числе которых был младший брат Дики — Джерри, (англ. Jerre Peterson) в качестве одного из соло-гитаристов (еще в составе были вокалист и клавишник). Но к концу 1967 года секстет, с подачи менеджера (на которого произвели впечатление The Jimi Hendrix Experience), сократился до формата пауэр-трио: добавивший себе функции вокалиста Дики Питерсон, гитарист Ли Стивенс и барабанщик Пол Уэйли (англ. Paul Whaley) (как и Дики, он ранее играл в группе Andrew Staples & The Oxford Circle, выступавшей с Grateful Dead и выпустившей один сингл: «Mind Destruction/Foolish Woman»). В январе 1968 года у трио вышел первый сингл с кавером Эдди Кокрэна «Summertime Blues», поднявшийся до 14-го места в списках журнала Billboard.
Дебютный альбом Vincebus Eruptum, построенный на громоздких, сочных риффах со сдвоенными гитарными соло (разведёнными по разным каналам), выпущенный в январе того же года, поднялся до #11 в США и остался самым коммерчески успешным релизом за всю историю коллектива. В альбом и вошёл первый хит группы, упомянутый выше «Summertime Blues», а также композиция «Out Of Focus» с оборота этого успешного сингла: её Дики Питерсон написал в те дни, когда лечился в больнице от гепатита.

В какой-то момент группа была настолько популярна, что у неё на разогреве играли Pink Floyd. Концертные выступления Blue Cheer в эти дни по воспоминаниям современников производили ошеломляющее впечатление. Blue Cheer приобрели репутацию самой оглушающей группы мира. Джефф Далби, автор комментариев к сборнику Louder Than God (Rhino Records, 1986), писал:
На их концертах я начал глохнуть, и почти утратил слух - возможно, до конца своей жизни. Blue Cheer были самым оглушающим  явлением в моей жизни. С точки зрения громкости никто не может с ними сравниться по сей день. Это были три крошечные фигурки длинноволосых парней и устрашающие горы усилителей, расположенные так плотно, что в буквальном смысле слова занимали все пространство на сцене.
Дополнял «угрожающую» ауру, формировавшуюся вокруг группы, ранее входивший в «Ангелы Ада» байкер по прозвищу Gut, выполнявший обязанности менеджера.
Второй альбом Outsideinside (Philips Records, 1968) был разделен на две части: после того, как из-за чрезмерной громкости вышли из строя студийные мониторы, музыкантам пришлось выбраться «на воздух». «Внешняя сторона» (Outside) была записана на складах Нью-Йорка и Сакраменто, внутренняя (Inside) — на обычных студийных сессиях, с тем же продюсером Эйбом Кэшем (англ. Abe 'Voco' Kesh). Группа лишь немного сбавила мощь звукового напора, расширив внутренние пространства звука — благодаря работе клавишника Рэлфа «Бёрнза» Келлога (англ. Ralph 'Burns' Kellog), перешедшего из сан-францисской блюзовой группы Mint Tattoo. Заключительный трек «Come And Get In» критики относят к первым образцам спид-метала в истории рока. Альбом поднялся до #90 в списках «Биллборда».
Группа поддержала альбом крайне рискованным турне, которое Стивенс позже называл «пугающим и опасным». Каждый концерт завершался полным уничтожением инструментов, что с энтузиазмом встречалось аудиторией.
Гитарист Ли Стивенс вспоминал:
Как-то раз моя гитара упала на голову зрителю, во второй раз зритель был ранен тарелкой... Да и во время песен я не раз останавливался, думая: боже, что происходит? Насилие перенеслось и в репетиционные залы и в студии. Я понимал, что схожу  ума. Никто не мог остановить эту цепную реакцию. Все вышло из-под контроля.
Стивенс покинул состав в 1969 году, в ходе студийной работы над третьим альбомом. Позже он записал в Британии два сольных альбома (с Кевином Уэстлейком из Blossom Toes и группой сессионных музыкантов) и был участником двух групп: Silver Metre и Pilot. В составе Blue Cheer его заменил Рэнди Хоулден (англ. Randy Holden), в недавнем прошлом — лидер группы The Other Half. Последний ещё более утяжелил звук, однако принял участие в записи лишь части материала третьего альбома New! Improved! Blue Cheer (#84, Billboard 200), а именно 3 номеров, что составили его вторую сторону; на первой же стороне оригинального винилового диска записался уже другой соло-гитарист, Брюс Стивенс (англ. Bruce Stephens). На диске наряду с психоделическими балладами присутствуют и элементы кантри-рока.
Вскоре после выхода пластинки барабанщик Пол Уэйли покинул состав: его заменил Норман Мэйелл (англ. Norman Mayell), до этого игравший в сан-францисской группе Sopwith Camel. Дики Питерсон остался единственным участником первого состава, и стиль группы окончательно сгладился. Четвёртый, именной альбом, выпущенный Philips Records в конце 1969 года, если и был замечен, то лишь благодаря синглу «Hello L.A., Bye Bye Birmingham» (кавер Delaney & Bonnie). Участие в записи принимал уже и новый гитарист Гэри Йоудер (англ. Gary Yoder), опытный музыкант и композитор (тот тоже ранее выступал в упомянутой The Oxford Circle), вскоре ставший основной творческой единицей в группе. От жёсткой психоделии и анархо-блюза группа постепенно перешла к хард-року, впрочем, по-прежнему далёкому от мейнстрима. Многие критики отметили, что заметно улучшился вокал Питерсона. Записи этого времени представлены также в сборнике Good Times Are So Hard To Find: The History Of Blue Cheer.
Пятый альбом BC #5 The Original Human Being некоторые критики сочли лучшей (во всяком случае, наиболее органичной) работой Blue Cheer, приветствовав возвращение к психоделическому року (с элементами эйсид-блюза и прогрессив); некоторые, однако, по этой же причине его раскритиковали. Многие сочли лучшей вещью пластинки «Good Times Are So Hard To Find», созвучную музыке поздних Yardbirds, отметив также «Babaji (Twilight Raga)» (насыщенную мотивами музыки рага).
В конце 1970 года также на Philips вышел шестой альбом Oh! Pleasant Hope, имевший уже не много общего с ранними шумовыми экспериментами, но в чём-то напоминавший психоделию Grateful Dead и The Band. В записи альбома принял второй гитарист Ричард Педдикорд (Richard Peddicord).

### Распад и воссоединения
В 1972 году, разочарованная отсутствием коммерческого успеха, группа распалась. Йоудер и Келлог стали сейшн-музыкантами. Норман Мэйелл присоединился к возродившимся Sopwith Camel. Дики Питерсон с братом Уиллом основал Peterbildt, группу, ставшую популярной среди лос-анджелесских «Ангелов Ада», но так и не выпустившую ни одной пластинки.
В 1975 году Питерсон пытался возродить проект с новыми коллегами, но эта затея провалилась. Вторая попытка была осуществлена в 1978-м, когда собрались вместе Питерсон, Тони Рэйнер (англ. Tony Rainier, гитара) и Майкл Флэк (англ. Michael Fleck, ударные). Третья — в 1984: с барабанщиком первого состава Полом Уэйли и всё тем же Рэйнером. Этот состав выпустил альбом The Beast Is Back на Megaforce Records, куда вошли некоторые песни классического репертуара, исполненные заново («Summertime Blues», «Out Of Focus», «Parchment Farm», «Babylon»), а также новые композиции.
В 1988 году состоялся очередной реюнион: Питерсон и Уэйли пригласили к участию в нём гитариста Эндрю «Дака» Макдоналда (англ. Andrew 'Duck' McDonald): результатом гастролей в Японии стал концертный альбом Hello Tokyo, Bye Bye Osaka. Трио затем записалось в Уэльсе, пригласив к участию давнего друга Дэйва Эндерсона из Hawkwind. Продюсером альбома Highlights And Lowlives стал грандж-продюсер Джек Эндино. В 1991 году место Макдоналда занял немец Дитер Заллер (нем. Dieter Saller): этот состав в июне 1992 года записал альбом Dining With The Sharks., но в 1993 году Уэйли вновь покинул состав.
С 1994 по 1999 годы коллектив бездействовал, но затем Питерсон, Уэйли и Макдоналд вновь сошлись под вывеской Blue Cheer и продолжили выступать; правда, эпизодически Уэйли и Макдоналда подменяли другие музыканты. Летом 2007 года группа выпустила альбом What Doesn’t Kill You…. Затем вышел DVD Blue Cheer Rocks Europe (Rainman Records), первый сборник, собравший все записи концертных выступлений группы за всю её историю.
История Blue Cheer завершилась осенью 2009 года: 12 октября в Германии в возрасте 63 лет от рака скончался Дики Питерсон. Гитарист Эндрю Макдональд на официальном сайте группы заявил о том, что Blue Cheer никогда больше не будет «действующей, гастролирующей» группой.

## Историческое значение
Blue Cheer, пионеры хеви-метал, эйсид-рока и блюзовой психоделии, проложившие (согласно Classic Rock) «дорогу для всех последующих групп от The Stooges до Led Zeppelin, от хэви-метал до экспериментального рока», оказались «блудными сынами сан-францисской сцены». Склонная хвалить, скорее, Jefferson Airplane, Quicksilver Messenger Service и Grateful Dead, музыкальная пресса о группе писала мало и без симпатии. Антрепренёр Билл Грэйэм (англ. Bill Graham) однажды без объяснений отменил концерт группы в своём зале «Fillmore East», и даже Джими Хендрикс, которого боготворили участники Blue Cheer, ни разу о группе не высказался благожелательно.

…Между тем, Blue Cheer открыли американский путь в heavy metal, собственную разновидность тяжёлого металла, рождённую из структур электрического блюза и исполненного на максимальной громкости со всеми возможными искажениями, с контрапунктом между мелодичным «центром» композиции и гитарным соло, ход её то ускорявшим, то замедлявшим… Питерсона сегодня многие относят к числу первых трэш-вокалистов.
В 1990-х годах наследие Blue Cheer стало приобретать культовую популярность: группу объявили родоначальниками прото-гранжа. Её композиции исполняли в числе прочих Smashing Pumpkins и Mudhoney, а итальянский лейбл Black Widow выпустил альбом-трибьют Blue Explosion.

## Дискография
- Vincebus Eruptum (1968)
- Outsideinside (1968)
- New! Improved! Blue Cheer (1969)
- Blue Cheer (1969)
- The Original Human Being (1970)
- Oh! Pleasant Hope (1971)
- The Beast Is...Back (1984)
- Blitzkrieg Over Nüremberg (1989)
- Highlights & Low Lives (1990)
- Dining With the Sharks (1991)
- Live in Japan (2003)
- Bootleg: Live - Hamburg - London (2005)
- What Doesn’t Kill You… (August 2007)[19]